# Pepito de vedella
El pepito de vedella és un entrepà calent originari d'Espanya que sol elaborar-se amb pa francès i carn de vedella (filet) a la planxa o fregida en oli amb una mica d'all laminat. Per regla general es d'un rellom. És un dels entrepans més populars, sol·licitat a l'hora de l'esmorzar, especialment en les cafeteries i bars d'algunes zones d'Espanya, com Madrid, o Andalusia.

## Història
S'expliquen diferents versions sobre l'invent d'aquest entrepà; la més antiga data dels anys de postguerra a Espanya, a mitjan 50, segons la qual un client habitual d'un bar anomenat Pepe, (o "Don Pepito", que és el tractament més familiar) acostumava demanar un entrepà amb un filet de vedella (un medio bisté o bistelito) al seu interior. Aquesta petició segur que es va anar repetint regularment pel mateix Pepito fins que els clients del bar van anar demanant: "Vull un entrepà com el de Pepito", i amb el temps anessin sol·licitant només: "un pepito de vedella".
La denominació "pepito" s'ha convertit en un concepte tan popular que de vegades es denomina a qualsevol classe d'entrepà. D'aquesta forma n'hi ha de: llom, pollastre, gall dindi, etc. Alguns d'ells solen tenir algun altre condiment i sol trobar-se també: pepito de vedella amb pernil i formatge, pepito de vedella amb cansalada, pepito de vedella amb formatge i pebrots etc. L'explicació històrica sobre aquest entrepà la dona el cuiner i historiador culinari Teodoro Bardají Mas en un article del setmanari "Ellas" el 7 de maig de 1933. En el Cafè de Fornos de Madrid, un dels fills del fundador es deia José Fornos i era sobrenomenat afectuosament pepito. Perquè berenava entrepans de carn freda i un dia va reclamar un entrepà calent i li van fer un amb vedella. Aquest berenar es va fer popular i aviat els amics i clients de "Pepito Fornos" volien "un com el de pepito". Aviat es quedaria amb el nom.

## Variants

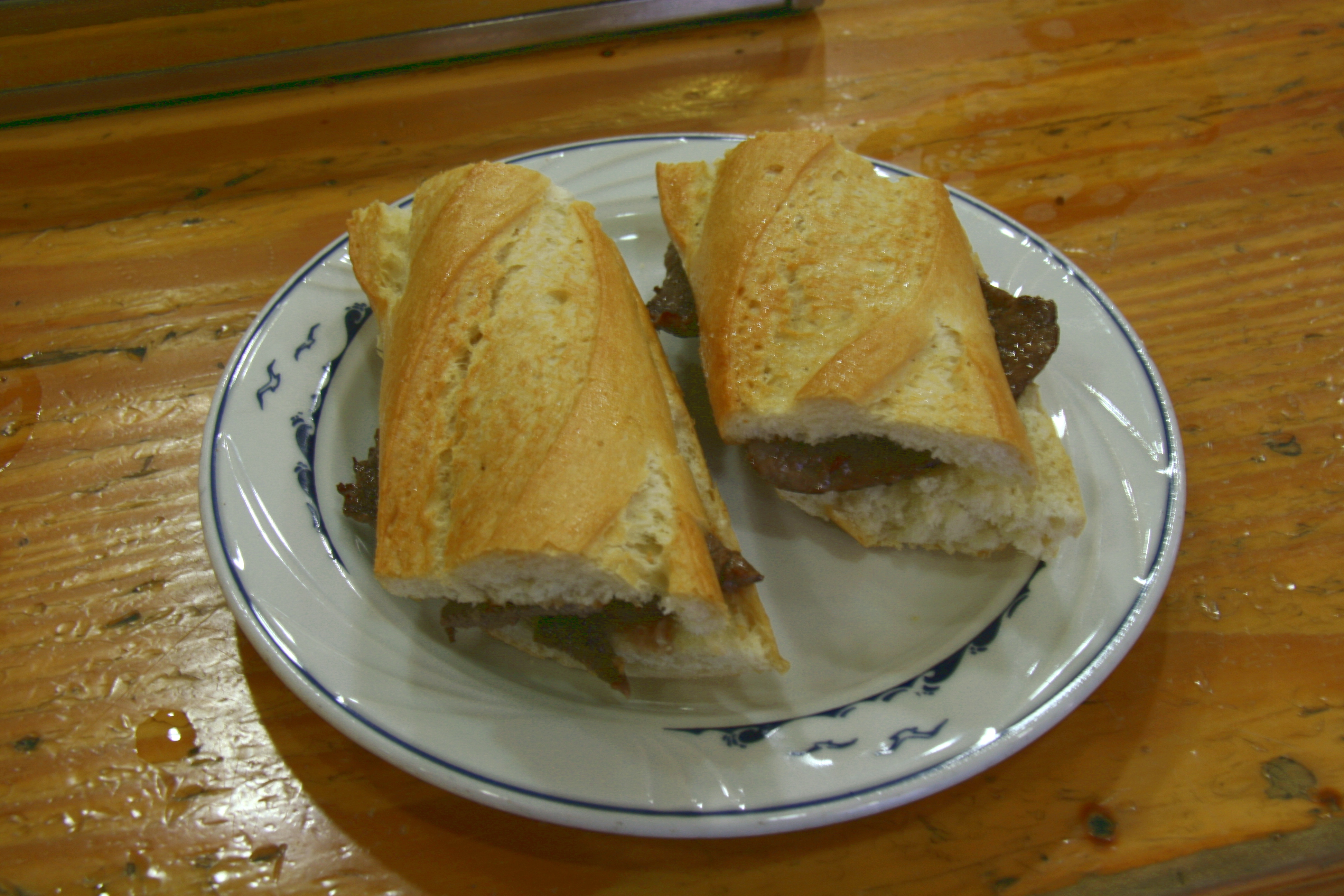
Pepito de vedella tallat en dues parts.

A Veneçuela, especialment a Barquisimeto, capital de l'Estat Lara, el pepito és àmpliament conegut, i es ven tant que s'han creat variacions com pepitos de lomito, de pollastre, de porc i mixts (mescles de les carns variades), així com també són molt populars les salses amb que se'ls acompanyen (salsa tàrtara, d'all, de xampinyons, de blat de moro i moltes més). Generalment, als carrers on abunden els quioscos que venen pepitos, se'ls anomena "calle del hambre" (carrer de la gana). A Barquisimeto, el 12 de gener de 2013 es va fer el "pepito més gran del món", el qual mesurava 109 metres i va ser preparat per molts xefs coneguts a la ciutat; el pepito era comestible. I l'acte va ser per un acte benèfic.
Per la seva banda, a Xile hi variacions de la mateixa, conegudes com a As, Sándwich Barros Luco, o Chacarero.
Però a diferència del pepito tradicional, se solen utilitzar varietats de pa diferents com el pa frica, pa pastat o pa de motlle. L'as ve a ser una variant del complet on la carn de boví reemplaça a la vienesa.